# Combretum purpurascens
Combretum purpurascens là một loài thực vật có hoa trong họ Trâm bầu. Loài này được Hand.-Mazz. mô tả khoa học đầu tiên năm 1933.